# 権田保之助

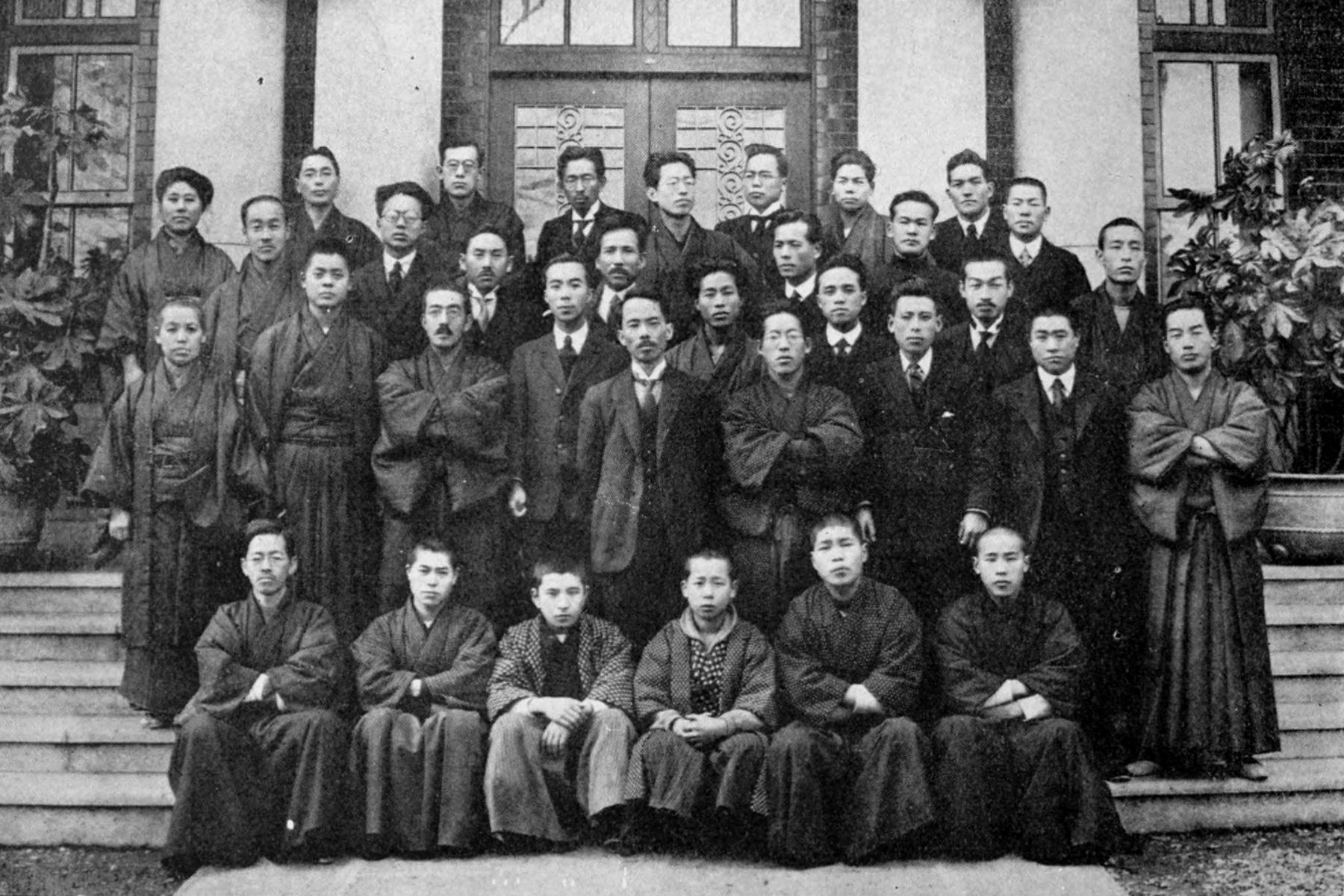
1923年当時の大原社会問題研究所員（第3列左端が権田保之助）

権田 保之助（ごんだ やすのすけ、1887年（明治20年）5月17日 - 1951年（昭和26年）1月5日）は、日本の社会学者。

## 来歴・概要
東京生まれ。明治32年、早稲田中学に入学。東京帝国大学文科大学哲学科を卒業。1921年大原社会問題研究所に入る。1924年にヨーロッパに渡る。のちに日本大学講師、文部省の委託を受けて各地の都市研究に従事する。
1919年（大正8年）に実施した、小額俸給生活者の家計調査は有名。また同時期、京都の映画監督で、「日本映画の父」として知られる牧野省三が設立した「教育映画」の製作会社「ミカド商会」、ならびに「牧野教育映画製作所」に対し、同社の顧問となった文部省の星野辰男（保篠龍緒）とともに協力する。
映画と教育の問題に興味を持つと同時に、大正期の浅草公園六区に花開いた「浅草オペラ」に関心を抱き、『浅草の民衆娯楽』を著し、これは『民衆娯楽問題』に収録された。
1951年（昭和26年）1月5日に死去。63歳没。

## ドイツ語翻訳者としての顔
ドイツ語の学力については、周囲が「ドイツ語の事でわからない事があったら、権田に訊け」というくらい定評があった。社会学者でありながら「独和対訳小品文庫 第三冊『ルパン探偵譚』権田保之助訳注　有朋堂1929」といった書物を出している。改造社に対抗して、岩波書店、弘文堂、同人社などが企画したいわゆる五社連盟版『マルクス・エンゲルス全集』にも責任者の一人として名前が挙げられている。

## 著作

### 単著
- 『活動写真の原理及応用』内田老鶴圃、1914年10月。全国書誌番号:43019218。
  - 『活動写真の原理及応用』ゆまに書房〈日本映画論言説大系 第3期（活動写真の草創期） 24〉、2006年1月。ISBN 9784843309650。全国書誌番号:20984199。
- 『独逸文法書 英文法対照』有朋堂書店、1916年9月。
- 『社会革命と民衆娯楽』大原社会問題研究所出版部〈大原社会問題研究所パンフレット No.5〉、1922年10月。
- 『美術工芸論』内田老鶴圃、1921年1月。全国書誌番号:43032244。
- 『民衆娯楽問題』同人社書店、1921年7月。全国書誌番号:43038639。
- 『民衆娯楽の基調』同人社書店、1922年10月。全国書誌番号:43038752。
  - 『民衆娯楽の基調』（復刻版）大空社、1989年9月。全国書誌番号:90021545。
- 『社会研究 娯楽業者の群』実業之日本社、1923年3月。全国書誌番号:43038708。
  - 『社会研究 娯楽業者の群』（復刻版）大空社〈余暇・娯楽研究基礎文献集 第5巻〉、1989年9月。全国書誌番号:90021549。
- 『映画説明の進化と説明芸術の誕生』大島秀雄〈説明者 第1冊〉、1923年8月。全国書誌番号:43031591。
- 東京市 編『民衆娯楽』東京市〈東京市公刊図書 第5号〉、1924年12月。全国書誌番号:43053286。
- 『映画百面鑑』有朋堂書店、1930年2月。全国書誌番号:21841546。
- 『基準独逸文法』有朋堂書店、1931年4月。全国書誌番号:46081450。
- 『民衆娯楽論』巌松堂書店〈社会・経済・統計研究叢書 高野博士還暦祝賀記念 第12巻〉、1931年9月。全国書誌番号:47000359。
  - 『民衆娯楽論』（復刻版）大空社〈余暇・娯楽研究基礎文献集 第10巻〉、1989年9月。全国書誌番号:90021554。
- 『基準独文和訳法』有朋堂書店、1933年10月。全国書誌番号:46081678。
- 『日本教育統計』巌松堂書店、1938年10月。全国書誌番号:46067962。
- 『労働奉仕制の意義及業績』栗田書店、1939年11月。全国書誌番号:46064051。
- 『ナチス独逸の労働奉仕制』栗田書店、1941年2月。全国書誌番号:46041307。
- 『『権田』基礎独逸語講話』栗田書店、1941年4月。
- 『国民娯楽の問題』栗田書店、1941年7月。全国書誌番号:46024043。
- 『産業青年読本』麹町酒井書店、1941年12月。全国書誌番号:46013133。
- 『ナチス厚生団（KdF）』栗田書店、1942年1月。全国書誌番号:46016332。
  - 『ナチス厚生団（KdF）』大空社、1990年4月。全国書誌番号:90036911。
- 『娯楽教育の研究』小学館、1943年9月。全国書誌番号:46013743。
  - 『娯楽教育の研究』（復刻版）大空社〈余暇・娯楽研究基礎文献集 第24巻〉、1990年4月。全国書誌番号:90036915。

### 編訳等
- 『独逸新聞研究』有朋堂書店〈独和対訳小品文庫 第2冊〉、1929年。全国書誌番号:47012085。
- 『ゴンダ独和新辞典』有朋堂、1937年3月。全国書誌番号:20941344。
- 安部磯雄『地上之理想国 瑞西』第一出版〈日本社会問題名著選〉、1947年5月。全国書誌番号:46007708。

### 翻訳
- カール・ビュヒァー『経済的文明史論（国民経済の成立）』内田老鶴圃、1917年11月。全国書誌番号:43024873。
  - カール・ビュヒァー『国民経済の成立』（増補改訂版）栗田書店、1942年11月。全国書誌番号:57006108。
- ヴィルヘルム・ハウフ『童話』有朋堂書店〈独和対訳小品文庫 第1冊〉、1929年。全国書誌番号:47031540。
- モーリス・ルブラン『アルセーヌ・ルパンの冒険』有朋堂書店〈独和対訳小品文庫 第3冊〉、1929年。全国書誌番号:47031541。

### 共訳
- アルトゥル・ショーペンハウアー 著、権田保之助・櫛田民蔵 訳『宗教問答』同人社書店、1926年9月。全国書誌番号:43048258。

### 共編
- 『袖珍独和辞典』（三浦吉兵衛・権田保之助共編）有朋堂、1919年11月。
- 『袖珍独和辞典』（エミール・ユンケル・権田保之助共編）有朋堂、1919年11月。全国書誌番号:48014536。

### 著作集

#### 文和書房
- 『民衆娯楽問題・民衆娯楽の基調』文和書房〈権田保之助著作集 第1巻〉、1974年12月。全国書誌番号:75044406。
- 『娯楽業者の群・民衆娯楽論』文和書房〈権田保之助著作集 第2巻〉、1974年12月。全国書誌番号:75044407。
- 『国民娯楽の問題・娯楽教育の研究』文和書房〈権田保之助著作集 第3巻〉、1975年4月。全国書誌番号:75044408。
- 『主要論文』文和書房〈権田保之助著作集 第4巻〉、1975年6月。全国書誌番号:75044409。

#### 学術出版会
- 『権田保之助著作集 第1巻』学術出版会〈学術著作集ライブラリー〉、2010年2月。ISBN 9784284102162。全国書誌番号:21724207。
- 『権田保之助著作集 第2巻』学術出版会〈学術著作集ライブラリー〉、2010年2月。ISBN 9784284102179。全国書誌番号:21724224。
- 『権田保之助著作集 第3巻』学術出版会〈学術著作集ライブラリー〉、2010年2月。ISBN 9784284102186。全国書誌番号:21724225。
- 『権田保之助著作集 第4巻』学術出版会〈学術著作集ライブラリー〉、2010年2月。ISBN 9784284102193。全国書誌番号:21724236。